# Dansk Skytte Union
Dansk Skytte Union - Skydesport Danmark (DSkyU) er et specialforbund under Dansk Idrætsforbund for udøvelse af riffel-, pistol- og flugtskydning.
Forbundet har knap 34.000 medlemmer, der dyrker sportsskydning, fordelt i 450 skytteforeninger 
Skyttebladet er medlemsblad for Dansk Skytte Union.